# Excelsior (šachová úloha)
|   | a | b | c | d | e | f | g | h |   |
| 8 | a8 černý jezdec · c8 černý věž · d8 černý střelec · b7 černý pěšec · f7 černý pěšec · h7 černý pěšec · b6 černý pěšec · b5 bílý věž · h5 bílý král · a3 černý pěšec · e3 černý pěšec · g3 bílý pěšec · h3 bílý jezdec · b2 bílý pěšec · c2 bílý pěšec · e2 bílý věž · a1 bílý jezdec · h1 černý král | a8 černý jezdec · c8 černý věž · d8 černý střelec · b7 černý pěšec · f7 černý pěšec · h7 černý pěšec · b6 černý pěšec · b5 bílý věž · h5 bílý král · a3 černý pěšec · e3 černý pěšec · g3 bílý pěšec · h3 bílý jezdec · b2 bílý pěšec · c2 bílý pěšec · e2 bílý věž · a1 bílý jezdec · h1 černý král | a8 černý jezdec · c8 černý věž · d8 černý střelec · b7 černý pěšec · f7 černý pěšec · h7 černý pěšec · b6 černý pěšec · b5 bílý věž · h5 bílý král · a3 černý pěšec · e3 černý pěšec · g3 bílý pěšec · h3 bílý jezdec · b2 bílý pěšec · c2 bílý pěšec · e2 bílý věž · a1 bílý jezdec · h1 černý král | a8 černý jezdec · c8 černý věž · d8 černý střelec · b7 černý pěšec · f7 černý pěšec · h7 černý pěšec · b6 černý pěšec · b5 bílý věž · h5 bílý král · a3 černý pěšec · e3 černý pěšec · g3 bílý pěšec · h3 bílý jezdec · b2 bílý pěšec · c2 bílý pěšec · e2 bílý věž · a1 bílý jezdec · h1 černý král | a8 černý jezdec · c8 černý věž · d8 černý střelec · b7 černý pěšec · f7 černý pěšec · h7 černý pěšec · b6 černý pěšec · b5 bílý věž · h5 bílý král · a3 černý pěšec · e3 černý pěšec · g3 bílý pěšec · h3 bílý jezdec · b2 bílý pěšec · c2 bílý pěšec · e2 bílý věž · a1 bílý jezdec · h1 černý král | a8 černý jezdec · c8 černý věž · d8 černý střelec · b7 černý pěšec · f7 černý pěšec · h7 černý pěšec · b6 černý pěšec · b5 bílý věž · h5 bílý král · a3 černý pěšec · e3 černý pěšec · g3 bílý pěšec · h3 bílý jezdec · b2 bílý pěšec · c2 bílý pěšec · e2 bílý věž · a1 bílý jezdec · h1 černý král | a8 černý jezdec · c8 černý věž · d8 černý střelec · b7 černý pěšec · f7 černý pěšec · h7 černý pěšec · b6 černý pěšec · b5 bílý věž · h5 bílý král · a3 černý pěšec · e3 černý pěšec · g3 bílý pěšec · h3 bílý jezdec · b2 bílý pěšec · c2 bílý pěšec · e2 bílý věž · a1 bílý jezdec · h1 černý král | a8 černý jezdec · c8 černý věž · d8 černý střelec · b7 černý pěšec · f7 černý pěšec · h7 černý pěšec · b6 černý pěšec · b5 bílý věž · h5 bílý král · a3 černý pěšec · e3 černý pěšec · g3 bílý pěšec · h3 bílý jezdec · b2 bílý pěšec · c2 bílý pěšec · e2 bílý věž · a1 bílý jezdec · h1 černý král | 8 |
| 7 | a8 černý jezdec · c8 černý věž · d8 černý střelec · b7 černý pěšec · f7 černý pěšec · h7 černý pěšec · b6 černý pěšec · b5 bílý věž · h5 bílý král · a3 černý pěšec · e3 černý pěšec · g3 bílý pěšec · h3 bílý jezdec · b2 bílý pěšec · c2 bílý pěšec · e2 bílý věž · a1 bílý jezdec · h1 černý král | a8 černý jezdec · c8 černý věž · d8 černý střelec · b7 černý pěšec · f7 černý pěšec · h7 černý pěšec · b6 černý pěšec · b5 bílý věž · h5 bílý král · a3 černý pěšec · e3 černý pěšec · g3 bílý pěšec · h3 bílý jezdec · b2 bílý pěšec · c2 bílý pěšec · e2 bílý věž · a1 bílý jezdec · h1 černý král | a8 černý jezdec · c8 černý věž · d8 černý střelec · b7 černý pěšec · f7 černý pěšec · h7 černý pěšec · b6 černý pěšec · b5 bílý věž · h5 bílý král · a3 černý pěšec · e3 černý pěšec · g3 bílý pěšec · h3 bílý jezdec · b2 bílý pěšec · c2 bílý pěšec · e2 bílý věž · a1 bílý jezdec · h1 černý král | a8 černý jezdec · c8 černý věž · d8 černý střelec · b7 černý pěšec · f7 černý pěšec · h7 černý pěšec · b6 černý pěšec · b5 bílý věž · h5 bílý král · a3 černý pěšec · e3 černý pěšec · g3 bílý pěšec · h3 bílý jezdec · b2 bílý pěšec · c2 bílý pěšec · e2 bílý věž · a1 bílý jezdec · h1 černý král | a8 černý jezdec · c8 černý věž · d8 černý střelec · b7 černý pěšec · f7 černý pěšec · h7 černý pěšec · b6 černý pěšec · b5 bílý věž · h5 bílý král · a3 černý pěšec · e3 černý pěšec · g3 bílý pěšec · h3 bílý jezdec · b2 bílý pěšec · c2 bílý pěšec · e2 bílý věž · a1 bílý jezdec · h1 černý král | a8 černý jezdec · c8 černý věž · d8 černý střelec · b7 černý pěšec · f7 černý pěšec · h7 černý pěšec · b6 černý pěšec · b5 bílý věž · h5 bílý král · a3 černý pěšec · e3 černý pěšec · g3 bílý pěšec · h3 bílý jezdec · b2 bílý pěšec · c2 bílý pěšec · e2 bílý věž · a1 bílý jezdec · h1 černý král | a8 černý jezdec · c8 černý věž · d8 černý střelec · b7 černý pěšec · f7 černý pěšec · h7 černý pěšec · b6 černý pěšec · b5 bílý věž · h5 bílý král · a3 černý pěšec · e3 černý pěšec · g3 bílý pěšec · h3 bílý jezdec · b2 bílý pěšec · c2 bílý pěšec · e2 bílý věž · a1 bílý jezdec · h1 černý král | a8 černý jezdec · c8 černý věž · d8 černý střelec · b7 černý pěšec · f7 černý pěšec · h7 černý pěšec · b6 černý pěšec · b5 bílý věž · h5 bílý král · a3 černý pěšec · e3 černý pěšec · g3 bílý pěšec · h3 bílý jezdec · b2 bílý pěšec · c2 bílý pěšec · e2 bílý věž · a1 bílý jezdec · h1 černý král | 7 |
| 6 | a8 černý jezdec · c8 černý věž · d8 černý střelec · b7 černý pěšec · f7 černý pěšec · h7 černý pěšec · b6 černý pěšec · b5 bílý věž · h5 bílý král · a3 černý pěšec · e3 černý pěšec · g3 bílý pěšec · h3 bílý jezdec · b2 bílý pěšec · c2 bílý pěšec · e2 bílý věž · a1 bílý jezdec · h1 černý král | a8 černý jezdec · c8 černý věž · d8 černý střelec · b7 černý pěšec · f7 černý pěšec · h7 černý pěšec · b6 černý pěšec · b5 bílý věž · h5 bílý král · a3 černý pěšec · e3 černý pěšec · g3 bílý pěšec · h3 bílý jezdec · b2 bílý pěšec · c2 bílý pěšec · e2 bílý věž · a1 bílý jezdec · h1 černý král | a8 černý jezdec · c8 černý věž · d8 černý střelec · b7 černý pěšec · f7 černý pěšec · h7 černý pěšec · b6 černý pěšec · b5 bílý věž · h5 bílý král · a3 černý pěšec · e3 černý pěšec · g3 bílý pěšec · h3 bílý jezdec · b2 bílý pěšec · c2 bílý pěšec · e2 bílý věž · a1 bílý jezdec · h1 černý král | a8 černý jezdec · c8 černý věž · d8 černý střelec · b7 černý pěšec · f7 černý pěšec · h7 černý pěšec · b6 černý pěšec · b5 bílý věž · h5 bílý král · a3 černý pěšec · e3 černý pěšec · g3 bílý pěšec · h3 bílý jezdec · b2 bílý pěšec · c2 bílý pěšec · e2 bílý věž · a1 bílý jezdec · h1 černý král | a8 černý jezdec · c8 černý věž · d8 černý střelec · b7 černý pěšec · f7 černý pěšec · h7 černý pěšec · b6 černý pěšec · b5 bílý věž · h5 bílý král · a3 černý pěšec · e3 černý pěšec · g3 bílý pěšec · h3 bílý jezdec · b2 bílý pěšec · c2 bílý pěšec · e2 bílý věž · a1 bílý jezdec · h1 černý král | a8 černý jezdec · c8 černý věž · d8 černý střelec · b7 černý pěšec · f7 černý pěšec · h7 černý pěšec · b6 černý pěšec · b5 bílý věž · h5 bílý král · a3 černý pěšec · e3 černý pěšec · g3 bílý pěšec · h3 bílý jezdec · b2 bílý pěšec · c2 bílý pěšec · e2 bílý věž · a1 bílý jezdec · h1 černý král | a8 černý jezdec · c8 černý věž · d8 černý střelec · b7 černý pěšec · f7 černý pěšec · h7 černý pěšec · b6 černý pěšec · b5 bílý věž · h5 bílý král · a3 černý pěšec · e3 černý pěšec · g3 bílý pěšec · h3 bílý jezdec · b2 bílý pěšec · c2 bílý pěšec · e2 bílý věž · a1 bílý jezdec · h1 černý král | a8 černý jezdec · c8 černý věž · d8 černý střelec · b7 černý pěšec · f7 černý pěšec · h7 černý pěšec · b6 černý pěšec · b5 bílý věž · h5 bílý král · a3 černý pěšec · e3 černý pěšec · g3 bílý pěšec · h3 bílý jezdec · b2 bílý pěšec · c2 bílý pěšec · e2 bílý věž · a1 bílý jezdec · h1 černý král | 6 |
| 5 | a8 černý jezdec · c8 černý věž · d8 černý střelec · b7 černý pěšec · f7 černý pěšec · h7 černý pěšec · b6 černý pěšec · b5 bílý věž · h5 bílý král · a3 černý pěšec · e3 černý pěšec · g3 bílý pěšec · h3 bílý jezdec · b2 bílý pěšec · c2 bílý pěšec · e2 bílý věž · a1 bílý jezdec · h1 černý král | a8 černý jezdec · c8 černý věž · d8 černý střelec · b7 černý pěšec · f7 černý pěšec · h7 černý pěšec · b6 černý pěšec · b5 bílý věž · h5 bílý král · a3 černý pěšec · e3 černý pěšec · g3 bílý pěšec · h3 bílý jezdec · b2 bílý pěšec · c2 bílý pěšec · e2 bílý věž · a1 bílý jezdec · h1 černý král | a8 černý jezdec · c8 černý věž · d8 černý střelec · b7 černý pěšec · f7 černý pěšec · h7 černý pěšec · b6 černý pěšec · b5 bílý věž · h5 bílý král · a3 černý pěšec · e3 černý pěšec · g3 bílý pěšec · h3 bílý jezdec · b2 bílý pěšec · c2 bílý pěšec · e2 bílý věž · a1 bílý jezdec · h1 černý král | a8 černý jezdec · c8 černý věž · d8 černý střelec · b7 černý pěšec · f7 černý pěšec · h7 černý pěšec · b6 černý pěšec · b5 bílý věž · h5 bílý král · a3 černý pěšec · e3 černý pěšec · g3 bílý pěšec · h3 bílý jezdec · b2 bílý pěšec · c2 bílý pěšec · e2 bílý věž · a1 bílý jezdec · h1 černý král | a8 černý jezdec · c8 černý věž · d8 černý střelec · b7 černý pěšec · f7 černý pěšec · h7 černý pěšec · b6 černý pěšec · b5 bílý věž · h5 bílý král · a3 černý pěšec · e3 černý pěšec · g3 bílý pěšec · h3 bílý jezdec · b2 bílý pěšec · c2 bílý pěšec · e2 bílý věž · a1 bílý jezdec · h1 černý král | a8 černý jezdec · c8 černý věž · d8 černý střelec · b7 černý pěšec · f7 černý pěšec · h7 černý pěšec · b6 černý pěšec · b5 bílý věž · h5 bílý král · a3 černý pěšec · e3 černý pěšec · g3 bílý pěšec · h3 bílý jezdec · b2 bílý pěšec · c2 bílý pěšec · e2 bílý věž · a1 bílý jezdec · h1 černý král | a8 černý jezdec · c8 černý věž · d8 černý střelec · b7 černý pěšec · f7 černý pěšec · h7 černý pěšec · b6 černý pěšec · b5 bílý věž · h5 bílý král · a3 černý pěšec · e3 černý pěšec · g3 bílý pěšec · h3 bílý jezdec · b2 bílý pěšec · c2 bílý pěšec · e2 bílý věž · a1 bílý jezdec · h1 černý král | a8 černý jezdec · c8 černý věž · d8 černý střelec · b7 černý pěšec · f7 černý pěšec · h7 černý pěšec · b6 černý pěšec · b5 bílý věž · h5 bílý král · a3 černý pěšec · e3 černý pěšec · g3 bílý pěšec · h3 bílý jezdec · b2 bílý pěšec · c2 bílý pěšec · e2 bílý věž · a1 bílý jezdec · h1 černý král | 5 |
| 4 | a8 černý jezdec · c8 černý věž · d8 černý střelec · b7 černý pěšec · f7 černý pěšec · h7 černý pěšec · b6 černý pěšec · b5 bílý věž · h5 bílý král · a3 černý pěšec · e3 černý pěšec · g3 bílý pěšec · h3 bílý jezdec · b2 bílý pěšec · c2 bílý pěšec · e2 bílý věž · a1 bílý jezdec · h1 černý král | a8 černý jezdec · c8 černý věž · d8 černý střelec · b7 černý pěšec · f7 černý pěšec · h7 černý pěšec · b6 černý pěšec · b5 bílý věž · h5 bílý král · a3 černý pěšec · e3 černý pěšec · g3 bílý pěšec · h3 bílý jezdec · b2 bílý pěšec · c2 bílý pěšec · e2 bílý věž · a1 bílý jezdec · h1 černý král | a8 černý jezdec · c8 černý věž · d8 černý střelec · b7 černý pěšec · f7 černý pěšec · h7 černý pěšec · b6 černý pěšec · b5 bílý věž · h5 bílý král · a3 černý pěšec · e3 černý pěšec · g3 bílý pěšec · h3 bílý jezdec · b2 bílý pěšec · c2 bílý pěšec · e2 bílý věž · a1 bílý jezdec · h1 černý král | a8 černý jezdec · c8 černý věž · d8 černý střelec · b7 černý pěšec · f7 černý pěšec · h7 černý pěšec · b6 černý pěšec · b5 bílý věž · h5 bílý král · a3 černý pěšec · e3 černý pěšec · g3 bílý pěšec · h3 bílý jezdec · b2 bílý pěšec · c2 bílý pěšec · e2 bílý věž · a1 bílý jezdec · h1 černý král | a8 černý jezdec · c8 černý věž · d8 černý střelec · b7 černý pěšec · f7 černý pěšec · h7 černý pěšec · b6 černý pěšec · b5 bílý věž · h5 bílý král · a3 černý pěšec · e3 černý pěšec · g3 bílý pěšec · h3 bílý jezdec · b2 bílý pěšec · c2 bílý pěšec · e2 bílý věž · a1 bílý jezdec · h1 černý král | a8 černý jezdec · c8 černý věž · d8 černý střelec · b7 černý pěšec · f7 černý pěšec · h7 černý pěšec · b6 černý pěšec · b5 bílý věž · h5 bílý král · a3 černý pěšec · e3 černý pěšec · g3 bílý pěšec · h3 bílý jezdec · b2 bílý pěšec · c2 bílý pěšec · e2 bílý věž · a1 bílý jezdec · h1 černý král | a8 černý jezdec · c8 černý věž · d8 černý střelec · b7 černý pěšec · f7 černý pěšec · h7 černý pěšec · b6 černý pěšec · b5 bílý věž · h5 bílý král · a3 černý pěšec · e3 černý pěšec · g3 bílý pěšec · h3 bílý jezdec · b2 bílý pěšec · c2 bílý pěšec · e2 bílý věž · a1 bílý jezdec · h1 černý král | a8 černý jezdec · c8 černý věž · d8 černý střelec · b7 černý pěšec · f7 černý pěšec · h7 černý pěšec · b6 černý pěšec · b5 bílý věž · h5 bílý král · a3 černý pěšec · e3 černý pěšec · g3 bílý pěšec · h3 bílý jezdec · b2 bílý pěšec · c2 bílý pěšec · e2 bílý věž · a1 bílý jezdec · h1 černý král | 4 |
| 3 | a8 černý jezdec · c8 černý věž · d8 černý střelec · b7 černý pěšec · f7 černý pěšec · h7 černý pěšec · b6 černý pěšec · b5 bílý věž · h5 bílý král · a3 černý pěšec · e3 černý pěšec · g3 bílý pěšec · h3 bílý jezdec · b2 bílý pěšec · c2 bílý pěšec · e2 bílý věž · a1 bílý jezdec · h1 černý král | a8 černý jezdec · c8 černý věž · d8 černý střelec · b7 černý pěšec · f7 černý pěšec · h7 černý pěšec · b6 černý pěšec · b5 bílý věž · h5 bílý král · a3 černý pěšec · e3 černý pěšec · g3 bílý pěšec · h3 bílý jezdec · b2 bílý pěšec · c2 bílý pěšec · e2 bílý věž · a1 bílý jezdec · h1 černý král | a8 černý jezdec · c8 černý věž · d8 černý střelec · b7 černý pěšec · f7 černý pěšec · h7 černý pěšec · b6 černý pěšec · b5 bílý věž · h5 bílý král · a3 černý pěšec · e3 černý pěšec · g3 bílý pěšec · h3 bílý jezdec · b2 bílý pěšec · c2 bílý pěšec · e2 bílý věž · a1 bílý jezdec · h1 černý král | a8 černý jezdec · c8 černý věž · d8 černý střelec · b7 černý pěšec · f7 černý pěšec · h7 černý pěšec · b6 černý pěšec · b5 bílý věž · h5 bílý král · a3 černý pěšec · e3 černý pěšec · g3 bílý pěšec · h3 bílý jezdec · b2 bílý pěšec · c2 bílý pěšec · e2 bílý věž · a1 bílý jezdec · h1 černý král | a8 černý jezdec · c8 černý věž · d8 černý střelec · b7 černý pěšec · f7 černý pěšec · h7 černý pěšec · b6 černý pěšec · b5 bílý věž · h5 bílý král · a3 černý pěšec · e3 černý pěšec · g3 bílý pěšec · h3 bílý jezdec · b2 bílý pěšec · c2 bílý pěšec · e2 bílý věž · a1 bílý jezdec · h1 černý král | a8 černý jezdec · c8 černý věž · d8 černý střelec · b7 černý pěšec · f7 černý pěšec · h7 černý pěšec · b6 černý pěšec · b5 bílý věž · h5 bílý král · a3 černý pěšec · e3 černý pěšec · g3 bílý pěšec · h3 bílý jezdec · b2 bílý pěšec · c2 bílý pěšec · e2 bílý věž · a1 bílý jezdec · h1 černý král | a8 černý jezdec · c8 černý věž · d8 černý střelec · b7 černý pěšec · f7 černý pěšec · h7 černý pěšec · b6 černý pěšec · b5 bílý věž · h5 bílý král · a3 černý pěšec · e3 černý pěšec · g3 bílý pěšec · h3 bílý jezdec · b2 bílý pěšec · c2 bílý pěšec · e2 bílý věž · a1 bílý jezdec · h1 černý král | a8 černý jezdec · c8 černý věž · d8 černý střelec · b7 černý pěšec · f7 černý pěšec · h7 černý pěšec · b6 černý pěšec · b5 bílý věž · h5 bílý král · a3 černý pěšec · e3 černý pěšec · g3 bílý pěšec · h3 bílý jezdec · b2 bílý pěšec · c2 bílý pěšec · e2 bílý věž · a1 bílý jezdec · h1 černý král | 3 |
| 2 | a8 černý jezdec · c8 černý věž · d8 černý střelec · b7 černý pěšec · f7 černý pěšec · h7 černý pěšec · b6 černý pěšec · b5 bílý věž · h5 bílý král · a3 černý pěšec · e3 černý pěšec · g3 bílý pěšec · h3 bílý jezdec · b2 bílý pěšec · c2 bílý pěšec · e2 bílý věž · a1 bílý jezdec · h1 černý král | a8 černý jezdec · c8 černý věž · d8 černý střelec · b7 černý pěšec · f7 černý pěšec · h7 černý pěšec · b6 černý pěšec · b5 bílý věž · h5 bílý král · a3 černý pěšec · e3 černý pěšec · g3 bílý pěšec · h3 bílý jezdec · b2 bílý pěšec · c2 bílý pěšec · e2 bílý věž · a1 bílý jezdec · h1 černý král | a8 černý jezdec · c8 černý věž · d8 černý střelec · b7 černý pěšec · f7 černý pěšec · h7 černý pěšec · b6 černý pěšec · b5 bílý věž · h5 bílý král · a3 černý pěšec · e3 černý pěšec · g3 bílý pěšec · h3 bílý jezdec · b2 bílý pěšec · c2 bílý pěšec · e2 bílý věž · a1 bílý jezdec · h1 černý král | a8 černý jezdec · c8 černý věž · d8 černý střelec · b7 černý pěšec · f7 černý pěšec · h7 černý pěšec · b6 černý pěšec · b5 bílý věž · h5 bílý král · a3 černý pěšec · e3 černý pěšec · g3 bílý pěšec · h3 bílý jezdec · b2 bílý pěšec · c2 bílý pěšec · e2 bílý věž · a1 bílý jezdec · h1 černý král | a8 černý jezdec · c8 černý věž · d8 černý střelec · b7 černý pěšec · f7 černý pěšec · h7 černý pěšec · b6 černý pěšec · b5 bílý věž · h5 bílý král · a3 černý pěšec · e3 černý pěšec · g3 bílý pěšec · h3 bílý jezdec · b2 bílý pěšec · c2 bílý pěšec · e2 bílý věž · a1 bílý jezdec · h1 černý král | a8 černý jezdec · c8 černý věž · d8 černý střelec · b7 černý pěšec · f7 černý pěšec · h7 černý pěšec · b6 černý pěšec · b5 bílý věž · h5 bílý král · a3 černý pěšec · e3 černý pěšec · g3 bílý pěšec · h3 bílý jezdec · b2 bílý pěšec · c2 bílý pěšec · e2 bílý věž · a1 bílý jezdec · h1 černý král | a8 černý jezdec · c8 černý věž · d8 černý střelec · b7 černý pěšec · f7 černý pěšec · h7 černý pěšec · b6 černý pěšec · b5 bílý věž · h5 bílý král · a3 černý pěšec · e3 černý pěšec · g3 bílý pěšec · h3 bílý jezdec · b2 bílý pěšec · c2 bílý pěšec · e2 bílý věž · a1 bílý jezdec · h1 černý král | a8 černý jezdec · c8 černý věž · d8 černý střelec · b7 černý pěšec · f7 černý pěšec · h7 černý pěšec · b6 černý pěšec · b5 bílý věž · h5 bílý král · a3 černý pěšec · e3 černý pěšec · g3 bílý pěšec · h3 bílý jezdec · b2 bílý pěšec · c2 bílý pěšec · e2 bílý věž · a1 bílý jezdec · h1 černý král | 2 |
| 1 | a8 černý jezdec · c8 černý věž · d8 černý střelec · b7 černý pěšec · f7 černý pěšec · h7 černý pěšec · b6 černý pěšec · b5 bílý věž · h5 bílý král · a3 černý pěšec · e3 černý pěšec · g3 bílý pěšec · h3 bílý jezdec · b2 bílý pěšec · c2 bílý pěšec · e2 bílý věž · a1 bílý jezdec · h1 černý král | a8 černý jezdec · c8 černý věž · d8 černý střelec · b7 černý pěšec · f7 černý pěšec · h7 černý pěšec · b6 černý pěšec · b5 bílý věž · h5 bílý král · a3 černý pěšec · e3 černý pěšec · g3 bílý pěšec · h3 bílý jezdec · b2 bílý pěšec · c2 bílý pěšec · e2 bílý věž · a1 bílý jezdec · h1 černý král | a8 černý jezdec · c8 černý věž · d8 černý střelec · b7 černý pěšec · f7 černý pěšec · h7 černý pěšec · b6 černý pěšec · b5 bílý věž · h5 bílý král · a3 černý pěšec · e3 černý pěšec · g3 bílý pěšec · h3 bílý jezdec · b2 bílý pěšec · c2 bílý pěšec · e2 bílý věž · a1 bílý jezdec · h1 černý král | a8 černý jezdec · c8 černý věž · d8 černý střelec · b7 černý pěšec · f7 černý pěšec · h7 černý pěšec · b6 černý pěšec · b5 bílý věž · h5 bílý král · a3 černý pěšec · e3 černý pěšec · g3 bílý pěšec · h3 bílý jezdec · b2 bílý pěšec · c2 bílý pěšec · e2 bílý věž · a1 bílý jezdec · h1 černý král | a8 černý jezdec · c8 černý věž · d8 černý střelec · b7 černý pěšec · f7 černý pěšec · h7 černý pěšec · b6 černý pěšec · b5 bílý věž · h5 bílý král · a3 černý pěšec · e3 černý pěšec · g3 bílý pěšec · h3 bílý jezdec · b2 bílý pěšec · c2 bílý pěšec · e2 bílý věž · a1 bílý jezdec · h1 černý král | a8 černý jezdec · c8 černý věž · d8 černý střelec · b7 černý pěšec · f7 černý pěšec · h7 černý pěšec · b6 černý pěšec · b5 bílý věž · h5 bílý král · a3 černý pěšec · e3 černý pěšec · g3 bílý pěšec · h3 bílý jezdec · b2 bílý pěšec · c2 bílý pěšec · e2 bílý věž · a1 bílý jezdec · h1 černý král | a8 černý jezdec · c8 černý věž · d8 černý střelec · b7 černý pěšec · f7 černý pěšec · h7 černý pěšec · b6 černý pěšec · b5 bílý věž · h5 bílý král · a3 černý pěšec · e3 černý pěšec · g3 bílý pěšec · h3 bílý jezdec · b2 bílý pěšec · c2 bílý pěšec · e2 bílý věž · a1 bílý jezdec · h1 černý král | a8 černý jezdec · c8 černý věž · d8 černý střelec · b7 černý pěšec · f7 černý pěšec · h7 černý pěšec · b6 černý pěšec · b5 bílý věž · h5 bílý král · a3 černý pěšec · e3 černý pěšec · g3 bílý pěšec · h3 bílý jezdec · b2 bílý pěšec · c2 bílý pěšec · e2 bílý věž · a1 bílý jezdec · h1 černý král | 1 |
|   | a | b | c | d | e | f | g | h |   |

Excelsior je jedna z nejslavnějších úloh amerického šachového skladatele Sama Loyda. Úloha, původně publikovaná roku 1861 v periodiku London Era, byla pojmenována podle básně Excelsior od Henryho Wadswortha Longfellowa.
Jeden Loydův přítel tvrdil, že vždy pozná, který kámen bude v šachové úloze matovat. Loyd tedy sestavil tuto šachovou úlohu, myšlenou jako žert. S přítelem se vsadil o večeři, že nenajde kámen, který by nemohl matovat v hlavní linii řešení úlohy. Jako kámen, u něhož je nejméně pravděpodobné, že dá černému králi mat, přítel okamžitě označil pěšce na b2. Úloha byla později publikována se zadáním, že bílý dá mat tím nejméně pravděpodobným kamenem.
Úvodním tahem řešení je 1. b4!
Hrozí 2. Vf5 a po libovolném tahu černého 3. Vf1#. Další hrozbou je 2. Vd5 a po libovolném tahu černého 3. Vd1# (s možným prodloužením 2. ... Vc5 3. bxc5 a následně 4. Vb1#). Bílý nemůže začít 1. Vf5, protože černý by mu mohl vázat věž tahem 1. ... Vc5.
Černý má k dispozici jednu vedlejší netematickou obranu:
1. ... Vxc2 2. Jxc2! a2 3. Vd5 (nebo Vf5) a1D 4.Jxa1 a po jakémkoliv tahu černého 5. Vd1# (případně 5. Vf1#).
I další možnosti částečné obrany, které tvoří hlavní linii řešení, však pokrývají pouze jednu z hrozeb :
1. ... Vc5+ 2. bxc5!
Bílý hrozí tahem 3. Vb1#.
2. ... a2 3. c6!
Opět stejné hrozby jako při prvním tahu, tj. 4. Vf5 a potom 5. Vf1# nebo 4. Vd5 s následným 5. Vd1#.
3. ... Sc7
Alternativní tahy 3. ... Sf6 nebo 3. ... Sg5 by pokryly pouze jednu z obou hrozeb.
4. cxb7 a po jakémkoliv tahu černého 5. bxa8D# nebo 5. bxa8S#.
Matuje pěšec, který byl v úvodu úlohy na poli b2.
Skladby, v nichž dojde k proměně pěšce, který začíná na své startovní pozici ve druhé řadě, se od té doby označují za úlohy s tématem Excelsior. Nejčastěji se téma objevuje v pomocných matech a sériovotahových úlohách.